# Валемара (Ђенова)
Валемара је насеље у Италији у округу Ђенова, региону Лигурија.
Према процени из 2011. у насељу је живело 20 становника. Насеље се налази на надморској висини од 663 м.